# Il conte Ugolino (film, 1949)
Pour les articles homonymes, voir Il conte Ugolino.
Pour plus de détails, voir Fiche technique et Distribution.
Il conte Ugolino (littéralement : Le comte Ugolin) est un film italien réalisé en 1949 par Riccardo Freda.
Ce long métrage en noir et blanc s'inspire librement de la vie du comte toscan Ugolino della Gherardesca, passé à la postérité pour avoir servi de modèle au héros damné de la Divine Comédie de Dante ; emprisonné avec ses quatre fils et condamné à mourir de faim, Ugolino essaye alors de se soustraire à son sort en dévorant ses propres enfants.

## Synopsis
Italie, 1284. Durant la guerre opposant la république de Gênes à celle de Pise, le comte Ugolino della Gherardesca, qui commande les troupes pisanes, est battu à la bataille de la Meloria, victime des intrigues du perfide cardinal Ruggieri. Accusé injustement de trahison, le comte est condamné à être emmuré vivant avec ses fils…,.

## Fiche technique
- Titre original : Il conte Ugolino
- Réalisation : Riccardo Freda
- Sujet : Luigi Bonelli (it), d'après un épisode de la Divine Comédie de Dante.
- Directeur de la photographie : Sergio Pesce (en)
- Monteur : Roberto Cinquini (it)
- Scénographie : Alberto Boccianti (en)
- Musique : Alessandro Cicognini
- Société de production : Forum Film
- Société de distribution : Forum Film
- Pays de production :  Italie
- Langue originale : italien
- Genre : Drame historique
- Format : Noir et blanc — 1.37:1 — Son monophonique — 35 mm
- Durée : 86 minutes
- Date de sortie :
  - Italie : 1er novembre 1949[4]

## Distribution
- Carlo Ninchi : Ugolino della Gherardesca
- Gianna Maria Canale : Emilia
- Peter Trent (it) : cardinale Ruggieri
- Carla Calò : Haidée
- Luigi Pavese : Sismondi
- Ugo Sasso (en) : Fortebraccio
- Piero Palermini (it) : Balduccio Ubaldini
- Ciro Berardi (en) : Lanfranchi
- Armando Guarnieri : Gualandi